# Красимир Ципов
Красимир Ципов е български политик, народен представител в XLI, XLII, XLIII и XLIV народно събрание. На два пъти е бил заместник министър на вътрешните работи в правителствата на Бойко Борисов.

## Кратка биография
Завършил е Националната гимназия за древни езици и култури „Св. Константин Кирил Философ“ и след това Юридическия факултет на Софийския университет „Св. Климент Охридски“. Работил е в сферата на частния бизнес и в изпълнителната власт, преди да бъде избран за народен представител.
Той е член на Комисията по правни въпроси, заместник-председател и председател на Комисията по вътрешна сигурност и обществен ред, заместващ член в Постоянната делегация на Народното събрание в Парламентарната асамблея на Организацията за сигурност и сътрудничество в Европа в XLI народно събрание.
В XLII народно събрание е член на Комисията по правни въпроси и Комисията по вътрешна сигурност и обществен ред.
На 5 октомври 2014 г. е избран за народен представител в XLIII народно събрание. Със заповед на министър-председателя на Република България Бойко Борисов е назначен на 10 ноември 2014 г. за заместник-министър на вътрешните работи. Със заповед на министър-председателя на Република България Бойко Борисов отново е назначен на 10 май 2017 г. за заместник-министър на вътрешните работи.
Завръща се като депутат в XLIV народно събрание, след като напуска поста заместник-министър на вътрешните работи. Полага клетва през юли 2019 година. Член е на Правната комисия и Комисията по вътрешна сигурност и обществен ред в Народното събрание. На 27.11. 2019 г. е избран за заместник-председател на Парламентарната група на ПП ГЕРБ.